# (434326) 2004 JG6
(434326) 2004 JG6 định danh tạm thời 2004 JG6 là một tiểu hành tinh lệch tâm cỡ km, phân loại là vật thể gần Trái Đất và là tiểu hành tinh có khả năng nguy hiểm của nhóm Atira, mà còn được gọi là "Apohele" và "nội thất Trái Đất các thiên thể". Nó là một trong những vật thể quay gần nhất với Mặt trời.

## Khám phá
2004 JG6 được phát hiện vào ngày 11 tháng 5 năm 2004, bởi nhà thiên văn học hàng đầu Brian Skiff  của chương trình Tìm kiếm vật thể gần Trái Đất của Đài thiên văn Lowell (LONEOS) tại trạm Anderson Mesa gần Flagstaff, Arizona, Hoa Kỳ.
Vòng cung quan sát của hành tinh bắt đầu bằng quan sát khám phá chính thức của nó tại Anderson Mesa, vì không có sự ưu tiên nào được thực hiện và không có nhận dạng trước được thực hiện.

## Quỹ đạo và phân loại
Nó quay quanh Mặt trời ở khoảng cách 0,3-1.0 AU cứ sau 6 tháng một lần (185 ngày). Quỹ đạo của nó có độ lệch tâm 0,53 và độ nghiêng 19° so với đường hoàng đạo.
2004 JG6 là tiểu hành tinh Atira thứ hai được biết đến - thiên thể đầu tiên là 163693 Atira - có nghĩa là toàn bộ quỹ đạo của nó nằm trong Trái Đất. Chu kỳ quỹ đạo của nó ít hơn sao Kim, khiến nó trở thành một trong những vật thể gần nhất được biết đến với Mặt trời, sau Sao Thủy. Do quỹ đạo lập dị của nó, nó đi qua quỹ đạo của cả hai sao Thủy và sao Kim, mà cũng làm cho nó đi qua sao Thủy và sao Kim. Nó có khoảng cách quỹ đạo tối thiểu Trái Đất là 0,0381 AU (5.700.000 km) có nghĩa là khoảng cách 14,8 âm lịch.

## Tính chất vật lý
Dựa trên một chuyển đổi chung từ cấp sao tuyệt đối, tiểu hành tinh có đường kính từ 0,6 đến 1,4 km.

## Đặt tên
Tính đến năm 2017, hành tinh vi hình này vẫn chưa được đặt tên.